# Калмык, Николай Иосифович
Николай Иосифович Калмык (1913—2000) — советский партийный деятель.

## Биография
Родился 19 декабря 1913 года в селе Полковая Никитовка Богодуховского уезда Харьковской губернии (ныне Богодуховский район Харьковской области). В 1931 году окончил Богодуховский сельхозтехникум, после чего работал в совхозе. В 1936—1938 годах проходил службу в Рабоче-крестьянской Красной Армии. Демобилизовавшись, работал в машинно-тракторных станциях.
С 1943 года работал сначала заместителем заведующего, а затем заведующим сельскохозяйственного отдела Тульского обкома ВКП(б). В 1951 году окончил Высшую партийную школу при ЦК ВКП(б), после чего работал инструктором, заведующим сектором сельскохозяйственного отдела ЦК ВКП(б).
С осени 1955 года работал в Смоленске секретарём Смоленского обкома КПСС, избирался членом обкома, курировал сельское хозяйство. С января 1962 года занимал должность второго, а с ноября того же года — исполняющего обязанности первого секретаря Смоленского обкома КПСС. 7 января 1963 года был избран первым секретарём Смоленского сельского обкома КПСС. После слияния сельского и промышленного обкомов стал первым секретарём Смоленского обкома КПСС. За время его руководства в регионе было построено большое количество промышленных предприятий. Избирался депутатом Верховного Совета СССР 7-го созыва.
29 декабря 1969 года был освобождён от обязанностей первого секретаря Смоленского обкома КПСС и направлен в Москву на должность заместителя министра заготовок РСФСР. С 1985 года — на пенсии. Умер в 2000 году, похоронен на Троекуровском кладбище Москвы.
Был награждён тремя орденами Трудового Красного Знамени и рядом медалей.